# Кублановська Віра Миколаївна
Кублановська Віра Миколаївна (уроджена Тотубаліна; 20 листопада 1929 року, село Крокіно поблизу Білозерська — 21 лютого 2012) — російський математик, провідний науковий співробітник Санкт-Петербурзького відділення математичного інституту ім. В. А. Стєклова РАН, Доктор фізико-математичних наук, професор, почëтний доктор університету Умео (Швеція).

## Біографія
Народилася в селянській родині. Батьки займались риболовлею та землеробством. В сім'ї було 9 дітей. Після закінчення школи, навчалась у педагогічному училищі. У 1939 році вона поступила до Ленінградського педагогічного інституту ім. Герцена, як відмінниця педагогічного училища. Але з настанням війни її навчання в інституті було перервано. Це також було пов'язано з серйозною хворобою матері. В рідному селі працювала шкільним учителем фізики та фізкультури. Після війни, за рекомендацією і за підтримки Д. К. Фаддєєва і Г. М. Фіхтенгольца, вона перевелася на математико-механічний факультет Ленінградського державного університету, який закінчила в 1948 році. Після закінчення університету перейшла на роботу в Ленінградському відділенні Математичного інституту ім. В. А. Стєклова АН СРСР . Працювала під керівництвом Канторовича, автор спогадів про нього.
У 1955 р В. М. Кублановська захистила кандидатську дисертацію за темою «Застосування аналітичного продовження в чисельних методах аналізу». В цей час у неї появляється сім'я, діти. Не зважаючи на труднощі, працювала над кандидатською. У 1972 році нею була захищена докторська дисертація на тему «Застосування ортогональних перетворень для вирішення завдань алгебри».

## Наукова робота
В. М. Кублановською в 1961 році був запропонований QR-алгоритм знаходження всіх власних значень і векторів матриць. Алгоритм був незалежно знайдений Джоном Френсісом в тому ж році. QR-алгоритм був названий одним з 10 найбільш важливих алгоритмів XX століття. Отримані нею результати є етапними в області обчислювальної лінійної алгебри і високо оцінені світовою спільнотою.
В. М. Кублановська опублікувала понад 150 наукових статей, в тому числі, монографію «Чисельні методи розв'язання параметричних задач алгебри. Частина 1. однопараметричними завдання» (2004). Вона один з редакторів «Записок наукових семінарів ЛОМІ».
Вищі наукові досягнення Віри Миколаївни Кублановської:
1. Розробка і обґрунтування QR-алгоритму для вирішення повної проблеми власних значень для довільної матриці.
2. Метод побудови канонічної форми Жордана матриці.
3. Методи рішення систем лінійних алгебраїчних рівнянь з погано зумовленими і прямокутними матрицями.
4. Методи вирішення узагальненої проблеми власних значень.
5. Методи рішення нелінійних спектральних задач, обернених задач на власні значення та інших завдань алгебри.
6. Методи рішення спектральних задач для поліноміальних матриць.
7. Методи вирішення багатопараметричних задач алгебри.

У 1985 р В. М. Кублановській присуджено звання почесного доктора університету м. Умео (Швеція).
Головною сферою її наукових інтересів залишається розробка методів вирішення поліноміальних, раціональних і багатопараметричних завдань алгебри. Результати, отримані Кублановською в цій області, а також запропоновані нею постановки завдань і підходи до їх вирішення, є новаторськими і не мають аналогів в світі.

## Педагогічна діяльність
Протягом багатьох років викладала на кафедрі прикладної та обчислювальної математики Ленінградського кораблебудівного інституту (нині Санкт-Петербурзький державний морський технічний університет). Результатом викладацької діяльності та підготовки висококваліфікованих наукових кадрів стало те, що 6 її учнів захистили кандидатські дисертації, двоє з них згодом отримали докторські ступені. На стажування до Кублановської приїжджали і зарубіжні вченні.